# زیباشهر (دزفول)
کوی زیباشهر دزفول محله ای نو احداث از منطقه سوم شهرداری شهرستان دزفول در استان خوزستان ایران است.
کوی زیباشهر منطقه ای بسیار مستعد برای رشد منطقه شهری به حساب می‌رود.